# Педро Пінотес
Педро Пінотес (30 вересня 1989) — ангольський плавець.
Учасник Олімпійських Ігор 2012, 2016 років.